# 鮫島克也
鮫島 克也（さめしま かつや、1963年1月30日 - ）は、地方競馬・佐賀競馬場の元騎手、現在は同競馬場の調教師。
騎手時代は通算5000勝以上を挙げた、佐賀競馬を代表する騎手のひとりである。「キングシャーク」という愛称があり、場内実況でもそのように呼ばれていた。現役時の勝負服の柄は胴白、赤山形一本輪、袖紫。
騎手の鮫島良太・克駿は実子。

## 来歴
1979年10月19日、佐賀競馬場にてデビュー。初騎乗で初勝利を挙げる（騎乗馬・アリサホーク）。
1992年7月19日、JRA初騎乗（小倉9R・ツルマルヤエコー、9着）。
1993年7月25日、地方競馬通算1000勝を達成（佐賀4R・キョウシンカイソク、6806戦目）。
1995年、佐賀競馬リーディングジョッキーとなる。以降2005年まで継続。
1999年10月16日、地方競馬通算2000勝を達成（佐賀7R・ロトハピネス、11290戦目）。
2000年9月3日、JRA初勝利（小倉7R・エイシンダンカーク）。
2001年、第15回ワールドスーパージョッキーズシリーズに出場し2勝を挙げ、総合優勝を果たす。
2004年2月3日、第2回佐々木竹見カップ ジョッキーズグランプリに出場し優勝。7月19日には地方競馬通算3000勝を達成（佐賀5R・スズノジョージ、14989戦目）。
2007年3月3日から3月10日にかけて、佐賀競馬において3開催日に渡って騎乗機会10連勝を記録。9月9日には史上7人目となる地方競馬通算3500勝を達成した。
2010年7月から9月上旬までの予定で韓国・釜山慶南競馬場で期間限定騎乗を行った。同年9月5日の開催を最後に帰国、9月13日から11月12日まで南関東公営競馬で期間限定騎乗を行う。期間中の所属は大井競馬場宮本康厩舎。同年11月11日第13回大井競馬4日目第1競走2歳一般戦（60万円以上140万円未満）をカントリーホーマで優勝（10頭立て4番人気）し、期間限定騎乗での初勝利をあげた。
2011年10月23日、佐賀競馬第2競走をシゲルトウカツカン号で優勝し、19,033戦目にして地方通算4,000勝を達成した。地方競馬では史上7人目、現役では5人目となる。
2019年3月、手島勝利厩舎から真島元徳厩舎に所属変更となる。
2020年12月26日、佐賀競馬において佐賀競馬初となる地方通算5000勝をあげた。（佐賀8R・スマートリンク、23986戦目）。
2021年9月1日、佐賀8Rサマーチャンピオン（JpnIII）をラプタスで勝利。ダートグレード競走初勝利を挙げた。当初は騎乗予定がなかったが、JRA騎手に新型コロナウイルス感染者が出た影響による急遽の乗り替わりで、代打騎乗で見事勝利を収めた。58歳7カ月2日でのダートグレード競走勝利は2017年かきつばた記念で川原正一が記録した58歳1カ月19日を上回る最年長記録となった。
2021年11月19日、令和3年度第3回調教師免許試験に合格したため、11月30日をもって騎手を引退。12月1日付けで調教師となる。
2023年の九州ダービー栄城賞をテクノゴールドで制し、調教師としての重賞初勝利をあげるとともに、ダービートレーナーとなった。

## 受賞歴
- NARグランプリ優秀騎手賞（1993年、1995年〜2003年）[18]
- NARグランプリ特別賞（2004年）[19]
- 日本プロスポーツ大賞功労賞（2001年）[2]
- 鳥栖市民栄誉賞（2005年1月20日）[20]

## 主な騎乗馬
- テイモフアースト（1982年弥生賞）
- ブルキング（1982年開設10周年記念）
- ウメノフアスト（1986年開設記念）
- ダイテンマンナ（1987年佐賀場外オープン記念不知火賞）
- シルバーブリツト（1986年〜1987年）
- カムイファースト（1990年サガ・クイーン賞、大天山賞、1991年大天山賞、開設記念）
- オーアソフクトライ（1991年はがくれ賞）
- ニシキトウカイ（1992年ニューイヤーカップ【佐賀】、栄城賞、佐賀菊花賞）
- ダイカツサンダー（1993年佐賀競馬リーディングジョッキー特別）
- サツマタイセイ（1993年はがくれ賞）
- ユウショウパンジー（1994年花吹雪賞）
- ネーハイスピード（1994年佐賀場外オープン記念不知火賞）
- ラックチケット（1995年花吹雪賞）
- オクタマキング（1995年西日本アラブ大賞典、アラブ王冠賞）
- ケイシュウタイム（1995年大天山賞）
- キングオブザロード（1995年佐賀場外オープン記念天山賞、1996年大天山賞、1997年サラブレッドグランプリ、佐賀場外オープン記念天山賞）
- ミヤノグリーン（1996年弥生賞）
- ケイウンベスト（1997年大天山賞、1998年サラブレッドグランプリ、大天山賞）
- シリウスファイター（1997年アラブ王冠賞）
- ワンダーマーキュリ（1999年アラブ王冠賞）
- タマノコウキ（1999年九州サラブレッド大賞典、2000年九州記念）
- ボクサー（2000年ニューイヤーカップ）
- ビソウミラクル（2000年九州アラブグランプリ）
- マツノセカイオー（2001年吉野ヶ里記念）
- スーパージョージ（2001年アラブ大賞典）
- キングカーペンター（2001年九州菊花賞）
- マルシゲガリバー（2002年たんぽぽ賞）
- フレッシュスキャン（2002年九州クイーン賞）
- クリアーベース（2002年九州王冠）
- マノノトップガン（2002年九州アラブグランプリ、アラブ大賞典）
- タイムオブマネー（2002年九州ジュニアグランプリ）
- キングダイオー（2003年九州アラブチャンピオン、九州アラブ王冠賞）
- エコルプレイス（2004年シリウスステークス2着）
- カンモンカイキョウ（2004年九州ジュニアグランプリ）
- ダンツプライズ（2005年中島記念）
- トウショウヒカリ（2006年たんぽぽ賞）
- ユウワン（2006年九州ダービー栄城賞）
- ターボフラッシュ（2006年霧島賞）
- ウオッカ（2006年10月29日、京都競馬第6競走の新馬戦において騎乗し勝利）
- フーマ（2007年飛燕賞）
- シルクメイジャー（2007年はがくれ大賞典）
- ナセ（2008年霧島賞）
- オリオンザクロノス（2008年吉野ヶ里記念）
- オーシャンカラー（2008年ロータスクラウン賞）
- モエレフェニックス（2009年九州王冠）
- ミヤノオードリー（2009年ロータスクラウン賞、九州大賞典）
- ダイヤアストライア（2010年花吹雪賞）
- クラウンリバー（2011年たんぽぽ賞）
- リリー（2011年荒尾ダービー）
- メイホウホップ（2011年九州大賞典、阿蘇山賞）
- エスワンプリンス（2012年飛燕賞、九州ダービー栄城賞、ロータスクラウン賞、2013年六角川賞、志布志湾賞、玄界灘賞、笠松グランプリ、2014年鶴見岳賞、園田FCスプリント、2015年吉野ヶ里記念）
- アティロン（2013年唐津湾賞、嘉瀬川賞）
- カシノデューク（2013年霧島賞）
- シャイニーフェイト（2013年長月賞、2014年池田湖賞）
- ディアフロイデ（2014年九州オールカマー、由布岳賞、2014年尾鈴山賞）
- コスモガラサ（2014年水無月賞、2016年鶴見岳賞、大村湾賞、志布志湾賞、玄界灘賞）
- シキセイセイ（2014年新涼賞、長月賞、耶馬溪賞）
- キングプライド（2015年筑紫野賞、古伊万里賞、九州ダービー栄城賞、英彦山賞、嘉瀬川賞、2016年六角川賞、尾鈴山賞、阿蘇山賞、宝満山賞、2017年尾鈴山賞）
- カンスタントリー（2015年新涼賞、長月賞）
- ダンツキャッチ（2015年九州大賞典）
- スイシン（2016年佐賀桜花賞）
- コスモカラット（2016年夏至賞）
- テイエムチカラ（2016年水無月賞）
- コウザンゴールド（2016年御船山賞、2017年球磨川賞、嘉瀬川賞、はがくれ大賞典、2018年開聞岳賞）
- スーパーマックス（2016年九州ジュニアチャンピオン、天山賞、2017年佐賀皐月賞、九州ダービー栄城賞、大分川賞、ロータスクラウン賞、韓国岳賞）
- アラートミノル（2017年如月賞）
- アニメート（2017年背振山賞）
- ウルトラカイザー（2017年九千部山賞）
- キョウワカイザー（2018年松浦川賞）
- エリーバラード（2019年たんぽぽ賞）
- グレイトパール（2019年佐賀スプリングカップ、九州大賞典、2020年九州大賞典）
- ハッピーハッピー（2019年佐賀ヴィーナスカップ）
- ドラゴンゲート（2019年佐賀オータムスプリント）
- シュリーデービー（2020年九州ジュニアチャンピオン）
- アンバラージュ（2020年中島記念）
- ドゥラリュール（2021年佐賀王冠賞、九州チャンピオンシップ）
- ラプタス（2021年サマーチャンピオン）

出典:

## 主な管理馬
- テクノゴールド（2023年九州ダービー栄城賞）
- ロンドンテソーロ（2023年ウインターチャンピオン）
- オールスマート（2024年園田FCスプリント）

## 厩舎所属者
- 林悠翔（2025年 -、騎手）

## 家族
日本中央競馬会(JRA)の騎手鮫島良太は長男。2005年7月24日、小倉競馬第1競走において初めて同じレースで騎乗。父・克也が1着、子・良太が2着となり、JRA史上初めて親子でのワン・ツーフィニッシュとなった。親子対決についての詳細は鮫島良太を参照。次男の鮫島克駿もJRAの騎手として2015年3月1日にデビューした。
妹はかつてタレント活動をしており、佐賀競馬場で行われたステージにも出演した。雑誌『地方競馬』において「佐賀競馬のアイドル」と紹介されている。
一方、JRA調教師鮫島一歩とは親戚関係にない。